# ツアーオペレーター
ツアーオペレーター（Tour Operator）とは、旅行会社の委託を受けて海外旅行の現地手配を行う会社(法人)のことである。名称としてはTourが付くが団体旅行だけでなく個人旅行（いわゆるFIT(Foreign Independent TravelまたはFree Individual Travel)）の手配も行う。ここでは日本の『ツアーオペレーター』について述べる。

## 概要
日本の旅行会社が、旅行者のために、海外旅行の手配を行う場合、直接海外のホテルやバス会社と連絡の上で手配することは稀であり、『ツアーオペレーター』と呼ばれる現地手配を専門に行う会社に委託をしている。委託を受けた日本の『ツアーオペレーター』はさらに現地のオペレーターに指示を出して、旅行者が現地で利用する宿泊場所、移動手段、ホテル、食事、バス、観光、ガイドなどを確保する。この際に地上（Land：ランド）手配が多いことから過去の旅行業界では『ランドオペレーター』と呼ばれていたが、航空機（Air：エア）も含めて手配を行う近年は『ツアー』で定着している。
旅行者が旅行会社と交わした契約内容に従い、決められた時間に、決められた料金で、決められた現地のサービスを利用できるのは『ツアーオペレーター』の仕事を抜きにしては考えられない。なお、『ツアーオペレーター』とは字義的に「ツアーを運営する者」であり、欧米では旅行会社を含めたツアーを実施する会社の総称であり日本よりも広義である。
2017年6月2日公布2018年1月4日の施行の「通訳案内士法及び旅行業法の一部を改正する法律」により、『旅行サービス手配業』（ランドオペレーター）の登録を受ける必要がある。但し、既存の旅行会社等は、改めて旅行サービス手配業の登録を受ける必要はない。なお、旅行サービス手配業の内、一定の海外における運送等サービス又は運送等関連サービスの手配行為、国内における運送等関連サービスの手配行為は対象外。また、営業所ごとに「総合または国内旅行業務取扱管理者」もしくは「旅行サービス手配業務取扱管理者」を選任することが義務づけられている。

## 業務委託契約
旅行者から見た場合、『ツアーオペレーター』は旅行契約を交わした旅行会社とは別法人である。但し、旅行約款には契約手配の全部又は一部を他の会社に委託する場合があることを明記しており、また『ツアーオペレーター』あるいは現地のオペレーターが故意又は過失により旅行者に損害を与えた場合は、旅行会社が旅行者に対して旅行契約の当事者として責任を負うものである。
即ち、日本の法律上は『ツアーオペレーター』は旅行会社の下請けとみなされ旅行会社との関係は下請法の適用を受ける（『ツアーオペレーター』の資本が一定規模以上大きい場合は下請法の適用を受けない場合もある）。旅行会社と『ツアーオペレーター』は手配に関し旅行手配業務委託契約（会社により呼称は若干異なる）を締結しており、『ツアーオペレーター』と現地のオペレーターも同様の契約をしている。
この現地のオペレーターをローカルオペレーター（Local Operator）またはベンダー(Vender）という。旅行会社のパッケージツアーの最終案内書（最終日程表）に記載されている現地連絡先または現地旅行社と呼ばれるものがこれである。ローカルオペレーターは手配だけでなく現地にツアーが到着してからはバス会社やガイドに指示を出して実際のツアーの運営も行う。オペレーター（運営者）と呼ばれる所以である。
添乗員のついていないツアーの場合は日本の旅行会社に代わり旅程管理責任を負う。ただし、オペレーター側はそれを認識していない場合も多く、しばしばトラブルになっている。だが、現地法人のベンダーは、当然の話だが現地の規則や慣習に従うものであり特に労働規約は日本に比べ厳しい国も多い。また旅行会社や『ツアーオペレーター』が正しく必要な情報を下請けへ提供しなければ、当該契約における瑕疵となるのは言を俟たない。

## 系列
ツアーオペレーターには外資系と日系がある。外資系は主に海外の旅行会社の日本事務所や日本法人であり、日系は日本の大手旅行会社の子会社の場合と大手旅行会社とは関わりない独立系とがある。以前は大手旅行会社は手配のために海外に子会社を持っていることが多かったが、最近はリストラが進み海外の子会社を閉鎖して外部委託するケースが多くなっている。ローカルオペレーターは日本のツアーオペレーターの系列会社である場合と資本関係のない契約会社の場合がある。

## 旅行会社との関係
ツアーオペレーターとしての業務は基本的に旅行会社との取引であり直接旅行者と取引をしないので、日本の旅行業法による旅行業登録は不要であった。本来ツアーオペレーターは旅行会社ではないが、最近ではツアーオペレーターとして旅行会社からの依頼された手配を行いながら、同時に旅行業登録を行い第1種旅行業者としてインターネットなどで直接旅行者と取引してFIT向けのホテルや観光などの手配を行う会社も多い。また、ジャルパックのように元々はパッケージツアーのホールセラーであった旅行会社がツアーオペレーター業に進出してきている例もある。以前は旅行会社とツアーオペレーターの区分は比較的はっきりしていたが、昨今はかなり曖昧になっている。
さらに最近は前述のように地上手配に加えて航空機の手配まで行うツアーオペレーターも多い。これをユニット手配という。また、旅行会社の中には自社でツアー企画をせず、ツアーオペレーターが持ち込んだ企画をそのまま自社ツアーとして実施する例も多い。ツアーオペレーターは旅行会社より現地事情に詳しいので持ち込み企画にはメリットがあるのも事実だが、反面、同じ企画を複数の旅行会社に持ち込むことが多いため、旅行会社は違っても内容はほとんど同じというツアーが市場に多くなっている一因ともなっている。
ユニット手配や持ち込み企画の増加は、競争の激しい旅行業界で旅行会社が営業や販売に注力するため企画や手配をアウトソーシングするという必然的な動きともいえる。しかしながら、企画力や手配力は営業力、販売力以上に旅行会社の生命線とも言えるものであり、これらをツアーオペレーターといういわば下請けへ丸投げすることは旅行会社が自らの力を弱めることになり、ひいては旅行会社の存在意義にも関わってくる問題となるのではないかと懸念する声もある。